# Club Deportivo La Asunción
Maillots
Le C.D. La Asunción est un club de football salvadorien fondé en 1977, basé à Anamorós, dans le Département de La Unión.
Le club évolue dans le championnat du Salvador de deuxième division.